# Joško Mukić
Joško Mukić (29. prosinca 1962.) je hrvatski šahist i šahovski trener rodom iz Subotice. Nositelj je naslova FIDE-majstora.
2000-ih je otišao u Italiju gdje živi u Soprabolzanu. Igrao je za klubove SC Jambo Naturns, SC HP Böblingen i druge.
Aktivan je bio od 1980-ih. Najviši rejting imao je 1. srpnja 1988. godine kad je iznosio 2430 bodova. Danas mu je rejting 2319 bodova. Najviši ELO rejting iznosio mu je 2379 bodova (siječnja 2002.).

## Trofeji
2006. -  regionalni prvak Semilampo 2006. 
Landesmeister 2007. u brzopoteznom šahu.
2007- - drugoplasirani na međunarodnom turniru Montecatiniju, III. kategorije za normu međunarodnog majstora, organizator turnira C.S. Surya
2009. je bio drugi na SSB-ovoj ljestvici. 
2011. godine predsjednički odbor FIDE mu je dodijelio naslov FIDE majstora.

## Izjave
"Šah je kao stvarni život. Jača karakter, jer ima toliko iznenađenja."